# Golinda
Golinda is een plaats (city) in de Amerikaanse staat Texas, en valt bestuurlijk gezien onder Falls County en McLennan County.

## Demografie
Bij de volkstelling in 2000 werd het aantal inwoners vastgesteld op 423.
In 2006 is het aantal inwoners door het United States Census Bureau geschat op 408, een daling van 15 (-3,5%).

## Geografie
Volgens het United States Census Bureau beslaat de plaats een oppervlakte van
10,8 km², geheel bestaande uit land.

## Plaatsen in de nabije omgeving
De onderstaande figuur toont nabijgelegen plaatsen in een straal van 20 km rond Golinda.